# The ABCs of Death
Série
ABCs of Death 2
(2014)
Pour plus de détails, voir Fiche technique et Distribution.
The ABCs of Death est un film à sketches d'horreur américano-néo-zélandais sorti en 2012.

## Synopsis
26 réalisateurs de par le monde, venant de tous horizons, vont recevoir une des 26 lettres de l'alphabet, et avec cette lettre, vont devoir imaginer une façon de mourir, et la mettre en scène. 26 lettres, 26 réalisateurs, 26 façons de mourir, entre films d'animation, horreur pure, comédie, absurdité totale, violence et paranormal :
1. Apocalypse : Nacho Vigalondo ;
2. Bigfoot : Adrian Garcia Bogliano ;
3. Cycle : Ernesto Diaz Espinoza ;
4. Duel de chiens (Dogfight) : Marcel Sarmiento ;
5. Extermination (Exterminate) : Angela Bettis ;
6. Flatulences (Fart) : Noboru Iguchi ;
7. Gravité (Gravity) : Andrew Traucki ;
8. Hydro-électrocution (Hydro-electric diffusion) : Thomas Malling ;
9. Injection (Ingrown) : Jorge Michel Grau ;
10. Jiday-Geki (film d'époque, samouraï movie) : Yûdai Yamaguchi ;
11. Krotte tueuse (Klutz) : Anders Morgenthaler ;
12. Libido : Timo Tjahjanto ;
13. Mal accroché (Miscarriage) : Ti West ;
14. Noces (Nuptials) : Banjong Pisanthanakun ;
15. Orgasme (Orgasm) : Hélène Cattet et Bruno Forzani ;
16. Pression (Pressure) : Simon Rumley ;
17. Qui sera canardé ? (Quack) : Adam Wingard et Simon Barrett ;
18. Retiré (Removed) : Srdan Spasojevic ;
19. Speed : Jake West ;
20. Toilette (Toilet) : Lee Hardcastle ;
21. U (Unearthed) : Ben Wheatley ;
22. Vagissement (Vagitus) : Kaare Andrews ;
23. WTF ! (What the fuck !) : Jon  Schnepp ;
24. XXL : Xavier Gens ;
25. Y fallait pas (Youngbuck) : Jason Eisener ;
26. Zetsumetsu (extinction) : Yoshihiro Nishimura[1].

## Fiche technique
- Titre original : The ABCs of Death
- Titre français : ABC  of Death (video)
- Titre québécois  :

- Réalisation : Kaare Andrews, Angela Bettis, Ernesto Diaz Espinoza, Jason Eisener, Hélène Cattet et Bruno Forzani, Adrian Garcia Bogliano, Xavier Gens, Lee Hardcastle, Jorge Michel Grau, Noboru Iguchi, Thomas Malling, Anders Morgenthaler, Yoshihrio Nishimura, Banjong Pisanthanakun, Simon Rumley, Marcel Sarmiento, Jon Schnepp, Srdjan Spasojevic, Timo Tjahjanto, Andrew Traucki, Nacho Vigalondo, Jake West, Ti West, Ben Wheatley, Adam Wingard et Yudai Yamaguchi
- Scénario : Kaare Andrews, Simon Barrett (en), Hélène Cattet et Bruno Forzani, Simon Rumley, Srdjan Spasojevic, Dimitrije Vojnov et Ti West
- Direction artistique : Lorry O'Toole
- Décors :
- Costumes :
- Photographie :
- Son :
- Montage : Phillip Blackford et Robert Hall
- Musique :

- Production : Tim League et Ant Timpson
- Société(s) de production : Drafthouse Films, Magnet Releasing et Timpson Films
- Société(s) de distribution :  Magnet Releasing
- Budget :
- Pays d’origine :  États-Unis/ Nouvelle-Zélande
- Langue :
- Format : Couleurs - 35mm - 1.85:1 - Son Dolby numérique
- Genre : Film d'horreur
- Durée : 110 minutes
- Dates de sortie :
  - Canada : 15 septembre 2012 (Festival international du film de Toronto)
- Restriction du public : Interdit aux moins de 16 ans

## Distribution
- Ingrid Bolsø Berdal : la narratrice